# Belemulus
Belemulus is een geslacht van hooiwagens uit de familie Manaosbiidae.
De wetenschappelijke naam Belemulus is voor het eerst geldig gepubliceerd door Roewer in 1932. 

## Soorten
Belemulus is monotypisch en omvat slechts de volgende soort:
- Belemulus annulatus